# Corpo calloso

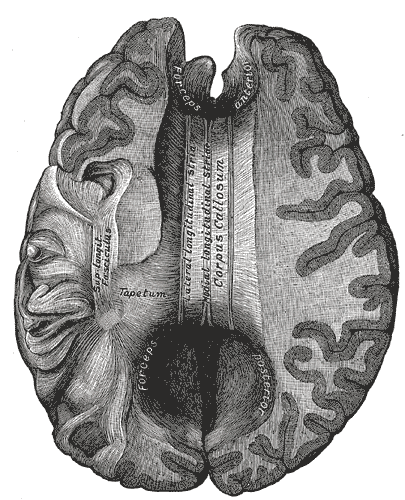
Superficie dorsale del corpo calloso, visibile in una sezione trasversale dell'encefalo.

Il corpo calloso è una commissura interemisferica del cervello presente nei mammiferi placentati. Si tratta di un fascio di assoni che interconnette i due emisferi cerebrali. È la commissura più importante del cervello poiché collega tra loro i quattro lobi (lobo frontale, temporale, parietale e occipitale). Il corpo calloso garantisce quindi il trasferimento di informazioni tra i due emisferi e la loro coordinazione.

## Organizzazione anatomica
È una voluminosa lamina situata nella scissura interemisferica, a decorso trasversale e incurvata alle estremità anteriore e posteriore, costituito da fibre tese trasversalmente fra i due emisferi. Procedendo in direzione anteroposteriore, nel corpo calloso si individuano le seguenti porzioni:
- il rostro, uncinato attorno alla commessura anteriore;
- il ginocchio (o genu), che curva dolcemente seguendo il limite inferiore del lobo frontale;
- il tronco, che costituisce la maggior parte della porzione visibile del corpo calloso;
- lo splenio, un rigonfiamento molto spesso, appoggiato sulla lamina quadrigemina, che segna il limite posteriore del corpo calloso.

La superficie superiore o dorsale del corpo calloso è convessa e giunge quasi a toccare il limite inferiore della grande falce cerebrale (un sepimento di dura madre posto a separare i due emisferi telencefalici): essa è ricoperta di un sottile strato di sostanza grigia denominato induseum griseum, che costituisce parte dell'ippocampo dorsale. È separata dalla circonvoluzione callosa del lobo limbico per mezzo di un solco nel quale passa l'arteria del corpo calloso. Da un punto di vista descrittivo, la superficie dorsale del corpo calloso è percorsa da un rilievo mediano denominato rafe, delimitato lateralmente da due strie longitudinali mediali; i limiti laterali della faccia superiore sono a loro volta costituiti da due strie longitudinali laterali.
La superficie ventrale o inferiore del corpo calloso è invece concava: su di essa si inserisce il setto pellucido, mentre posteriormente entra in contatto con le gambe del fornice.
Il corpo calloso è composto, oltre che dalla porzione visibile descritta finora, anche da una porzione nascosta, la cosiddetta radiazione callosa. Questa è costituita da tutte le fibre originate dalle varie porzioni della corteccia telencefalica, che si dirigono verso la porzione visibile per incrociarsi e passare nell'emisfero controlaterale. Queste fibre prendono un caratteristico decorso ricurvo all'estremità anteriore e posteriore del corpo calloso, dando luogo a due formazioni ad arco che prendono il nome, rispettivamente, di forceps minor (anteriormente) e forceps maior (posteriormente).
Le fibre che costituiscono il tronco del corpo calloso possono essere divise in quattro gruppi, e cioè:
- fibre superiori esterne: originano dalle porzioni posteriori dei lobi frontale ed temporale e dall'intero lobo parietale
- fibre superiori interne: originano da formazioni della faccia mediale dei lobi frontale (circonvoluzione frontale interna, lobulo paracentrale, circonvoluzione precentrale), parietale (circonvoluzione parietale superiore, circonvoluzione postcentrale) e lobo limbico (giro del cingolo)
- fibre medie: originano dai lobi frontale (circonvoluzione frontale media, porzione mediana della circonvoluzione precentrale) e parietale (circonvoluzione parietale inferiore, porzione mediana della circonvoluzione postcentrale)
- fibre inferiori: originano dal lobo dell'insula (opercolo silviano) e in parte dal lobo temporale.

Le fibre del ginocchio originano dalle porzioni anteriori ed orbitarie dei due lobi frontali. Le fibre che passano per lo splenio, infine, originano da formazioni temporali (circonvoluzione temporale media), limbiche (giro del cingolo) e, soprattutto, parietali ed occipitali.
Il corpo calloso è una formazione filogeneticamente recente, associato alla comparsa del neopallio: animali inferiori, come i monotremi ed i marsupiali, non sono provvisti di corpo calloso. Lesioni a questa formazione encefalica provocano gravi deficit di coordinamento dei movimenti, dovuti al fatto che la parte destra e la parte sinistra del nostro cervello non sono più in grado di comunicare e, quindi, di lavorare sinergicamente.